# زبردست (کمیک)
زبردست (به انگلیسی: Adept) یک شخصیت تخیلی و ابرقهرمانانه در کتاب‌های کامیک می‌باشد. این کاراکتر به دست پیتر بی. گیلس و برنت اندرسون خلق شده و در نیروی ضربت شماره اول (دسامبر ۱۹۸۶) معرفی شد.
جدا از کتاب‌های کامیک، شرکت مارول اززبردست در دیگر کالاهای خود از جمله پوشاک، اسباب‌بازی، ورق بازی، انیمیشن‌های تلویزیونی و بازی‌های رایانه‌ای استفاده کرده است.